# Gymnasium FC
Gymnasium FC (celým názvem: Gymnasium Football Club) je manský fotbalový klub. Sídlí v jeho hlavní městě Douglasu. Založen byl v roce 1890. Jedná se o sedminásobného mistra ostrovní ligové soutěže (poslední titul v roce 1987). Od sezóny 2015/16 hraje v Isle of Man Football League Division Two (2. nejvyšší soutěž). Klubové barvy jsou modrá, bílá a černá.
Své domácí zápasy odehrává na stadionu Tromode Park.

## Získané trofeje
Zdroj: 
- Isle of Man Football League ( 7× )
  - 1897/98, 1902/03, 1903/04, 1904/05, 1905/06, 1919/20, 1986/87
- Isle of Man FA Cup ( 10× )
  - 1894/95, 1901/02, 1902/03, 1903/04, 1910/11, 1931/32, 1985/86, 1986/87, 1987/88, 1999/00
- Hospital Cup ( 3× )
  - 1921/22, 1922/23, 1986/87
- Railway Cup ( 5× )
  - 1906/07, 1924/25, 1927/28, 1950/51, 1986/87

## Umístění v jednotlivých sezonách
Stručný přehled
Zdroj: 
- 1897–1898: Isle of Man Football League (Division One)
- 1902–1906: Isle of Man Football League (Division One)
- 1919–1920: Isle of Man Football League (Division One)
- 1967–1971: Isle of Man Football League (Division Two)
- 1971–1973: Isle of Man Football League (Division One)
- 1973–1975: Isle of Man Football League (Division Two)
- 1975–1976: Isle of Man Football League (Division One)
- 1976–1978: Isle of Man Football League (Division Two)
- 1978–1980: Isle of Man Football League (Division One)
- 1980–1982: Isle of Man Football League (Division Two)
- 1982–1993: Isle of Man Football League (Division One)
- 1995–2002: Isle of Man Football League (Division One)
- 2002–2003: Isle of Man Football League (Division Two)
- 2003–2004: Isle of Man Football League (Division One)
- 2004–2005: Isle of Man Football League (Division Two)
- 2005–2007: Isle of Man Football League (Division One)
- 2007–2013: Isle of Man Football League (Premier Division)
- 2013–2014: Isle of Man Football League (Division Two)
- 2014–2015: Isle of Man Football League (Premier Division)
- 2015– : Isle of Man Football League (Division Two)

Jednotlivé ročníky
Zdroj: 
Legenda: Z – zápasy, V – výhry, R – remízy, P – porážky, VG – vstřelené góly, OG – obdržené góly, +/- – rozdíl skóre, B – body, červené podbarvení – sestup, zelené podbarvení – postup, fialové podbarvení – reorganizace, změna skupiny či soutěže
| Ostrov Man (1897 – ) |                                                |        |    |    |   |    |     |     |     |    |        |
| Sezóny               | Liga                                           | Úroveň | Z  | V  | R | P  | VG  | OG  | +/- | B  | Pozice |
| 1897/98              | Isle of Man Football League (Division One)     | 1      | 10 | 6  | 4 | 0  | 26  | 10  | +16 | 16 | 1.     |
| …                    |                                                |        |    |    |   |    |     |     |     |    |        |
| 1902/03              | Isle of Man Football League (Division One)     | 1      | …  | …  | … | …  | …   | …   | …   | …  | 1.     |
| 1903/04              | Isle of Man Football League (Division One)     | 1      | …  | …  | … | …  | …   | …   | …   | …  | 1.     |
| 1904/05              | Isle of Man Football League (Division One)     | 1      | …  | …  | … | …  | …   | …   | …   | …  | 1.     |
| 1905/06              | Isle of Man Football League (Division One)     | 1      | …  | …  | … | …  | …   | …   | …   | …  | 1.     |
| …                    |                                                |        |    |    |   |    |     |     |     |    |        |
| 1919/20              | Isle of Man Football League (Division One)     | 1      | …  | …  | … | …  | …   | …   | …   | …  | 1.     |
| …                    |                                                |        |    |    |   |    |     |     |     |    |        |
| 1967/68              | Isle of Man Football League (Division Two)     | 2      | 18 | 10 | 0 | 8  | 64  | 85  | -21 | 20 | 5.     |
| 1968/69              | Isle of Man Football League (Division Two)     | 2      | 20 | 4  | 3 | 13 | 30  | 71  | -41 | 11 | 10.    |
| 1969/70              | Isle of Man Football League (Division Two)     | 2      | 20 | 11 | 3 | 6  | 61  | 36  | +25 | 25 | 4.     |
| 1970/71              | Isle of Man Football League (Division Two)     | 2      | …  | …  | … | …  | …   | …   | …   | …  |        |
| 1971/72              | Isle of Man Football League (Division One)     | 1      | …  | …  | … | …  | …   | …   | …   | …  |        |
| 1972/73              | Isle of Man Football League (Division One)     | 1      | …  | …  | … | …  | …   | …   | …   | …  |        |
| 1973/74              | Isle of Man Football League (Division Two)     | 2      | 18 | 8  | 4 | 6  | 73  | 46  | +27 | 20 | 4.     |
| 1974/75              | Isle of Man Football League (Division Two)     | 2      | 18 | 14 | 2 | 2  | 86  | 30  | +66 | 30 | 1.     |
| 1975/76              | Isle of Man Football League (Division One)     | 1      | …  | …  | … | …  | …   | …   | …   | …  |        |
| 1976/77              | Isle of Man Football League (Division Two)     | 2      | 18 | 14 | 1 | 3  | 75  | 23  | +52 | 29 | 3.     |
| 1977/78              | Isle of Man Football League (Division Two)     | 2      | …  | …  | … | …  | …   | …   | …   | …  |        |
| 1978/79              | Isle of Man Football League (Division One)     | 1      | …  | …  | … | …  | …   | …   | …   | …  |        |
| 1979/80              | Isle of Man Football League (Division One)     | 1      | …  | …  | … | …  | …   | …   | …   | …  |        |
| 1980/81              | Isle of Man Football League (Division Two)     | 2      | 20 | 12 | 2 | 6  | 61  | 35  | +26 | 26 | 4.     |
| 1981/82              | Isle of Man Football League (Division Two)     | 2      | 20 | 20 | 0 | 0  | 117 | 19  | +98 | 40 | 1.     |
| 1982/83              | Isle of Man Football League (Division One)     | 1      | …  | …  | … | …  | …   | …   | …   | …  |        |
| 1983/84              | Isle of Man Football League (Division One)     | 1      | 20 | 10 | 2 | 8  | 47  | 44  | +3  | 22 | 6.     |
| 1984/85              | Isle of Man Football League (Division One)     | 1      | 20 | 5  | 3 | 12 | 34  | 47  | -13 | 13 | 9.     |
| 1985/86              | Isle of Man Football League (Division One)     | 1      | 20 | 11 | 3 | 6  | 67  | 45  | +22 | 23 | 4.     |
| 1986/87              | Isle of Man Football League (Division One)     | 1      | …  | …  | … | …  | …   | …   | …   | …  | 1.     |
| 1987/88              | Isle of Man Football League (Division One)     | 1      | 22 | 13 | 6 | 1  | 73  | 20  | +53 | 32 | 2.     |
| 1988/89              | Isle of Man Football League (Division One)     | 1      | …  | …  | … | …  | …   | …   | …   | …  |        |
| 1989/90              | Isle of Man Football League (Division One)     | 1      | 22 | 6  | 7 | 9  | 35  | 42  | -7  | 19 | 7.     |
| 1990/91              | Isle of Man Football League (Division One)     | 1      | 22 | 10 | 9 | 3  | 44  | 33  | +11 | 29 | 5.     |
| 1991/92              | Isle of Man Football League (Division One)     | 1      | 22 | 10 | 4 | 8  | 59  | 48  | +11 | 24 | 6.     |
| 1992/93              | Isle of Man Football League (Division One)     | 1      | 22 | 5  | 6 | 11 | 40  | 47  | -7  | 16 | 10.    |
| …                    |                                                |        |    |    |   |    |     |     |     |    |        |
| 1995/96              | Isle of Man Football League (Division One)     | 1      | 22 | 11 | 1 | 10 | 49  | 50  | -1  | 34 | 7.     |
| 1996/97              | Isle of Man Football League (Division One)     | 1      | 22 | 11 | 4 | 7  | 63  | 43  | +20 | 37 | 6.     |
| 1997/98              | Isle of Man Football League (Division One)     | 1      | 24 | 12 | 5 | 7  | 58  | 41  | +17 | 41 | 5.     |
| 1998/99              | Isle of Man Football League (Division One)     | 1      | 24 | 11 | 5 | 8  | 65  | 48  | +17 | 38 | 6.     |
| 1999/00              | Isle of Man Football League (Division One)     | 1      | 24 | 7  | 0 | 17 | 41  | 55  | -14 | 21 | 10.    |
| 2000/01              | Isle of Man Football League (Division One)     | 1      | 24 | 7  | 3 | 14 | 53  | 93  | -40 | 24 | 9.     |
| 2001/02              | Isle of Man Football League (Division One)     | 1      | 24 | 6  | 0 | 18 | 23  | 81  | -58 | 18 | 13.    |
| 2002/03              | Isle of Man Football League (Division Two)     | 2      | …  | …  | … | …  | …   | …   | …   | …  | 2.     |
| 2003/04              | Isle of Man Football League (Division One)     | 1      | 24 | 2  | 6 | 16 | 31  | 97  | -66 | 12 | 13.    |
| 2004/05              | Isle of Man Football League (Division Two)     | 2      | 26 | 20 | 3 | 3  | 95  | 39  | +56 | 63 | 2.     |
| 2005/06              | Isle of Man Football League (Division One)     | 1      | 24 | 9  | 2 | 13 | 56  | 75  | -19 | 29 | 7.     |
| 2006/07              | Isle of Man Football League (Division One)     | 1      | 24 | 10 | 3 | 11 | 46  | 68  | -22 | 33 | 7.     |
| 2007/08              | Isle of Man Football League (Premier Division) | 1      | 24 | 9  | 4 | 11 | 51  | 58  | -7  | 31 | 8.     |
| 2008/09              | Isle of Man Football League (Premier Division) | 1      | 24 | 7  | 6 | 11 | 58  | 71  | -13 | 27 | 7.     |
| 2009/10              | Isle of Man Football League (Premier Division) | 1      | 24 | 9  | 2 | 13 | 53  | 66  | -13 | 29 | 8.     |
| 2010/11              | Isle of Man Football League (Premier Division) | 1      | 24 | 5  | 1 | 18 | 47  | 94  | -47 | 16 | 11.    |
| 2011/12              | Isle of Man Football League (Premier Division) | 1      | 24 | 5  | 1 | 18 | 39  | 120 | -81 | 16 | 11.    |
| 2012/13              | Isle of Man Football League (Premier Division) | 1      | 24 | 3  | 4 | 17 | 27  | 90  | -63 | 13 | 12.    |
| 2013/14              | Isle of Man Football League (Division Two)     | 2      | 24 | 18 | 4 | 2  | 99  | 21  | +78 | 58 | 1.     |
| 2014/15              | Isle of Man Football League (Premier Division) | 1      | 24 | 3  | 0 | 21 | 30  | 101 | -71 | 9  | 12.    |
| 2015/16              | Isle of Man Football League (Division Two)     | 2      | 24 | 15 | 4 | 5  | 79  | 34  | +45 | 49 | 4.     |
| 2016/17              | Isle of Man Football League (Division Two)     | 2      | 24 | 11 | 2 | 11 | 75  | 63  | +12 | 35 | 8.     |
| 2017/18              | Isle of Man Football League (Division Two)     | 2      | 24 | 3  | 1 | 20 | 41  | 108 | -67 | 10 | 12.    |
| 2018/19              | Isle of Man Football League (Division Two)     | 2      | 24 |    |   |    |     |     |     |    |        |